# Jean-Claude Petit
Jean-Claude Petit (Vaires-sur-Marne 14 de novembre de 1943) és un compositor i arranjador f rancès. Després ser acompanyant de jazz en la seva infantesa, Petit va ser al Conservatori de París, on va estudiar harmonia i contrapunt. Va compondre els arranjaments de corda per a l'àlbum Le Charla Bleu de Mink DeVille, i va col·laborar en alguns senzills de la música popular francesa en els 1960s, incloent aquells de Erick Sant-Laurent i de les noies ié-ié Christine Pilzer i Monique Thubert.
En 1973 va compondre La leçon de Michette. La cançó era popular a Itàlia a causa del seu ús en la banda sonora d'un popular Carosello (de la televisió italiana) de 1973 a 1976.
Malgrat ser negre musical per al director Michel Magne, Petit no va aconseguir crèdit per a les seves bandes sonores en la indústria del cinema sinó fins als 36 anys.
1979 va veure la seva primera pel·lícula important (Tusk, de Alexandro Jodorowsky), però per a llavors ja tenia una dècada d'estar publicant discos, incloent almenys quatre per a Chappell, així com el seu àlbum Chez Jean-Claude Petit, publicat a l'inici dels 1970s. En 1976 va col·laborar amb Pierre Delanoë, Toto Cutugno, Vito Pallavicini en una molt popular i música funky per a Mireille Mathieu anomenada Ciao Bambino, lo lamento. més, va col·laborar sovint amb el compositor de bandes sonores francès Jack Arel: la producció més famosa de la parella, Psychedelic Portrait, va aparèixer en un episodi de la sèrie de televisió The Prisoner. Els seus musicalizaciones per a El retorn dels mosqueters (1989) i Cyrano de Bergerac (1990) és potser el seu treball més ben conegut internacionalment. En 1995 va ser nominat per a un premi Victoires de la Musique en banda sonora de l'any per L'Etudiante Etranger. Jean Claude va conduir i va arreglar per a Billy Vaughn de la American Orchestra en els 1970s almenys dos discos "An Old Fashioned Love Song" i "Greatest Country Hits". Aquest últim inclou a més una cançó original de Jean Claude: Walk A Country Mile.

## Filmografia

### Cinema
- 1979 : Tusk d'Alejandro Jodorowsky
- 1983 : Vive la sociale ! de Gérard Mordillat
- 1984 : L'Addition de Denis Amar
- 1985 : Tranches de vie de François Leterrier
- 1985 : Tristesse et Beauté de Joy Fleury
- 1985 : Le Caviar rouge de Robert Hossein
- 1985 : Billy Ze Kick de Gérard Mordillat
- 1986 : Jean de Florette i Manon des sources de Claude Berri
- 1987 : Fucking Fernand de Gerard Mordillat
- 1987 : Vent de Panique de Bernard Stora
- 1988 : Savannah de Marco Pico
- 1989 : Les cigognes n'en font qu'à leur tête de Didier Kaminka
- 1989 : Deux de Claude Zidi
- 1989 : El retorn dels mosqueters de Richard Lester
- 1989 : Bille en tête de Carlo Cotti
- 1990 : Cyrano de Bergerac de Jean-Paul Rappeneau
- 1990 : De plein fouet de Thomas Koerfer
- 1990 : Uranus de Claude Berri
- 1991 : Le Collier perdu de la colombe de Nacer Khemir
- 1991 : Rue du Bac de Gabriel Aghion
- 1991 : Toujours seuls de Gérard Mordillat
- 1991 : Mayrig de Henri Verneuil
- 1992 : 588, rue Paradis d'Henri Verneuil
- 1992 : Coupable d'innocence ou Quand la raison dort de Marcin Ziebinski
- 1992 : The Playboys de Gillies MacKinnon
- 1992 : Le Zèbre de Jean Poiret
- 1993 : Rives (curtmetratge) d'Érick Zonca
- 1993 : En compagnie d'Antonin Artaud de Gérard Mordillat
- 1994 : La Véritable Histoire d'Artaud le Mômo (documental) de Gérard Mordillat i Jérôme Prieur
- 1994 : Foreign Student d'Eva Sereny
- 1994 : Les hirondelles ne meurent pas à Jérusalem de Ridha Behi
- 1995 : Le Hussard sur le toit de Jean-Paul Rappeneau
- 1996 : Beaumarchais, l'insolent de Édouard Molinaro
- 1996 : Désiré de Bernard Murat
- 1997 : Saraka bô de Denis Amar
- 1997 : La Nuit du destin de Abdelkrim Bahloul
- 1997 : Messieurs les enfants de Pierre Boutron
- 1997 : Sucre amer de Christian Lara
- 1997 : Le Complot d'Aristote de Jean-Pierre Bekolo
- 1998 : Paddy de Gérard Mordillat
- 2000 : Le Prof d'Alexandre Jardin
- 2000 : Lumumba de Raoul Peck
- 2001 : Les gens en maillot de bain ne sont pas (forcément) superficiels d'Éric Assous
- 2002 : Sexes très opposés d'Éric Assous
- 2002 : Aime ton père de Jacob Berger
- 2004 : Podium de Yann Moix
- 2004: 1802, l'épopée guadeloupéenne de Christian Lara
- 2004 : Pédale dure de Gabriel Aghion
- 2006 : Le passager de l'été de Florence Moncorgé-Gabin
- 2007 : Danse avec lui de Valérie Guignabodet
- 2009 : Visage de Tsai Ming-liang
- 2013 : Hôtel Normandy de Charles Nemes
- 2015 : Premiers Crus de Jérôme Le Maire
- 2017 : Dalida de Lisa Azuelos

### Televisó

#### Sèries de televisió
- 1987 : L'heure Simenon, episodi Le fils Cardinaud
- 1987 : L'Île de François Leterrier
- 1989-1990 : Imogène (5 episodis)
- 1990 : L'Ami Giono, episodi Le déserteur de Gérard Mordillat
- 1993 : Lady Chatterley
- 1993 : Mayrig (2 episodis)
- 1993 : Le Château des Oliviers de Nicolas Gessner (8 episodis)
- 1993 : En compagnie d'Antonin Artaud de Gérard Mordillat et Jérôme Prieur
- 1994 : Seaforth (9 episodis)
- 1995 : Avocat d'office - episodi Les enfants d'abord
- 1996 : Century of Cinema (sèrie documental), episodi Le complot d'Aristote
- 1997 : L'histoire du samedi, episodis Le serre aux truffes i Langevin: le secret
- 1999 : Chasseurs d'écume de Denys Granier-Deferre
- 2000 : Les Misérables de Josée Dayan
- 2010 : Les Vivants et les Morts de Gérard Mordillat
- 2014 : YouHumour - episodi Joséphine Draï - Les insomnies postruptures

#### Telefilms
- 1972 : Avec le cœur de Rémy Grumbach
- 1974 : Chez les Titch de Jacques Audoir
- 1986 : L'inconnue de Vienne de Bernard Stora
- 1990 : La Grande Dune de Bernard Stora
- 1994 : Nobody's Children de David Wheatley
- 1998 : Un cadeau, la vie! de Jacob Berger
- 2002 : Un paradis pour deux de Pierre Sisser
- 2003 : Simon le juste de Gérard Mordillat
- 2006 : La Forteresse assiégée (documental) de Gérard Mordillat
- 2017 : Mélancolie ouvrière de Gérard Mordillat